# Kolda
Kolda är en stad och kommun i södra Senegal. Den är huvudort i Koldaregionen och har cirka 100 000 invånare. Vid folkräkningarna 2002 och 2013 hade den 53 921 respektive 81 099 invånare.
Staden ligger på 23 meters höjd över havet. Området är rikt på vegetation och har riklig nederbörd. Den fuktiga årstiden varar fem månader, från juni till oktober; den torra årstiden varar från november till maj. Årsmedeltemperaturen är 27,7°C, som mest 34,9°C i april, maj och oktober, och som minst 20,4°C i januari och augusti.
Ett zootekniskt forskningscenter upprättades i Kolda år 1972.